# Cox (Alto Garona)
Cox es una comuna francesa situada en el departamento de Alto Garona, en la región de Occitania.

## Demografía
| 243 | 236 | 224 | 214 | 237 | 267 | 349 |
| Para los censos de 1962 a 1999 la población legal corresponde a la población sin duplicidades (Fuente: INSEE [Consultar]) |     |     |     |     |     |     |